# Berschweiler bei Baumholder
Berschweiler bei Baumholder è un comune di 536 abitanti della Renania-Palatinato, in Germania.
Appartiene al circondario (Landkreis) di Birkenfeld (targa BIR) ed è parte della comunità amministrativa (Verbandsgemeinde) di Baumholder.